# Чёрная пантера (Marvel Comics)
Чёрная пантера (англ. Black Panther) — супергерой, появляющийся в комиксах издательства Marvel Comics. Был придуман Стэном Ли и Джеком Кирби и впервые появился в июле 1966 года в комиксе Fantastic Four #52, почти сразу стал членом команды Мстителей. Чёрная пантера — первый чернокожий супергерой студии и один из первых в американских комиксах, он появился раньше Сокола, Люка Кейджа, Грозы и Блэйда. Сразу несколько персонажей в разное время появлялись в комиксах под этим псевдонимом. Все Чёрные пантеры связаны с вымышленным африканским государством Ваканда: сначала мантию Пантеры носил король этой страны Т’Чака, затем она перешла его сыну, Т’Чалле, который является наиболее известной Чёрной пантерой; в феврале 2009 года стартовал четвёртый том комиксов о Чёрной пантере, главным героем которой является сестра Т’Чаллы по имени Шури.
Чедвик Боузман сыграл персонажа в третьей фазе фильмов Кинематографической вселенной Marvel: «Первый мститель: Противостояние» (2016), «Чёрная пантера» (2018), «Мстители: Война бесконечности» (2018) и «Мстители: Финал» (2019), а также озвучил персонажа в первом сезоне мультсериала «Что если…?» (2021).

## Биография
Т’Чалла — потомок древней королевской династии, которая много лет правит страной Вакандой, затерянной в африканских джунглях. Его отец, Т'Чака, был одним из самых выдающихся королей в истории Ваканды и первой Чёрной пантерой. Он смог обеспечить технологический прорыв своей стране, сделать её одной из самых развитых не только в регионе, но и во всём мире. Т’Чака первым начал разработку ценного вибраниума, вымышленного металла внеземного происхождения. Этот вибраниум и погубил Т’Чаку: пришли наёмники во главе с Улиссом Кло и попытались устроить государственный переворот. Т’Чака был убит, и лишь вмешательство ещё совсем молодого Т’Чаллы помогло остановить захватчиков и спасти Ваканду. Так мальчик стал королём.
Многие решили, что теперь Ваканда станет лёгкой добычей, и Т’Чалле пришлось защищать свою страну от постоянных нападений. Молодой король мог полагаться только на себя — и в итоге он стал блестящим бойцом, унаследовав от отца мантию Чёрной пантеры. Применяя и свой талант к науке, он раз за разом отбивал нападения. Но Т’Чалла понял: постоянно обороняясь, Ваканда обречена в итоге рухнуть под напором завоевателей. Он отправился в Америку, где заручился поддержкой Мстителей и даже вошёл в эту команду.
Вернувшись в Ваканду, Т’Чалла вывел страну из изоляции, сделав её важной частью мировой политики. Позже он женился на Ороро Монро, более известной как Шторм, член команды Люди Икс. Некоторое время Чёрная пантера и Гроза были членами Фантастической четвёрки, подменив Рида и Сьюзан Ричардс. В результате нападения сил Доктора Дума Т’Чалла впал в кому, и мантию Чёрной пантеры переняла его младшая сестра Шури. В пятом томе он вернётся.
Чуть позже Т’Чалла стал новым Человеком без страха по просьбе Сорвиголовы. В итоге он до сих пор защищает «Адскую Кухню» от мафий и прочих суперзлодеев.

## Силы и способности
Физическая сила Т’Чаллы значительно выше, чем у среднего человека на пике развития, он способен поднять чуть менее 800 фунтов (362,8 кг). Т’Чалла может развивать скорость до 35 миль в час (56,327 км/ч). Мускулатура Т’Чаллы выделяет меньше токсинов усталости, чем у большинства людей. Его организм способен исцелить травмы, которые оказались бы смертельным для обычных людей. Ловкость Т’Чаллы также повышена до пика человеческого развития.
Т’Чалла может видеть в полной темноте так, как если бы это был ясный солнечный день, на расстоянии нескольких сот футов он видит предметы так, как будто они находятся прямо перед его лицом. Слух Т’Чаллы усилен таким же образом, что позволяет ему слышать звуки, какие обычный человек не в состоянии услышать, а также он способен слышать на расстояниях, на которых обычный человек что-либо расслышать не способен. Т’Чалла может запоминать десятки тысяч запахов и отслеживать их в точном месте, а также может чувствовать запах страха. Вкус Т’Чаллы развит так, что он способен точно определить ингредиенты пищи, которую ест.
Как король Ваканды, Чёрная пантера имеет право есть специальную форму сердцевидной травы, которая даёт ему сверхчеловеческие чувства и увеличивает его силу, скорость, выносливость и ловкость. Однако позже Т’Чалла отказался от этой привилегии.

### Оборудование
- Кимойо карта: очень мощный и универсальный КПК. Его функции схожи с коммуникатором Мстителей, но с гораздо большими и полезными приложениями.
- Энергетические ботинки: энергетические регуляторы создают изменяющиеся поля из вибраниума на рельефной подошве ботинок, не раз спасавших Пантеру и позволяющие ему приземляться на ноги, словно кошка. При достаточном импульсе, Пантера может лазить по стенам или скользить по воде.
- Сеть из Вибраниума
- Линзы на маске: увеличивают естественное ночное зрение Пантеры.
- Маскировочная технология: плащ может растягиваться, сжиматься или исчезать по желанию мысли. Кроме того весь костюм может становиться похож на обычную уличную одежду.
- Тяжелая Броня: обеспечивает защиту во время сражения, управляется мысленно.
- Перемещение: усовершенствованный вакандианский самолёт.

Оружие:
- Энергетический кинжал: с богато украшенной рукояткой, вырезанной из слоновой кости или какого-то камня. Клинок можно использовать для оглушения и убийства. Энергетические клинки можно держать, как обычный нож, или кидать, как дротики. Они быстро восстанавливаются.
- Анти-металлические когти: когти на перчатках сделаны из антарктического, подобного вибраниуму, «Анти-металла», и способны сломать большинство металлов.
- Также при возможности он использует Эбеновый клинок.

## Альтернативные версии

### Age of Ultron
Во время Эры Альтрона Чёрная пантера связывается с Фантастической четвёркой, информируя их о приближении Альтрона и его армии роботов. Позднее он вместе с Красным Халком и Таскмастером шпионит за приспешниками Альтрона. Когда на них нападает целая армия роботов, Красный Халк вступает с ними в конфронтацию, в то время как Чёрная пантера и Таскмастер сбегают. Раздаётся взрыв, в результате которого Пантера падает с высоты и ломает себе шею, что приводит к мгновенной смерти.

### Amalgam Comics
В этой версии появляется Бронзовая Пантера — правитель Ваканды по имени Б’Нчалла. Он был создан из образов Бронзового тигра (DC) и Чёрной Пантеры (Marvel).

### Земля 6606
Т’Чалла именует себя Вождём справедливости и является членом корпуса Капитана Британии. Он появился в Excalibur #44 (1991).

### Земля Икс
В альтернативной реальности Earth X Т’Чалла подвергся воздействию мутации. Подобно большому количеству людей он мутирует, превратившись в гуманоидную пантеру. Капитан Америка доверил ему Космический куб, поскольку знал, что Т’Чалла будет сопротивляться его власти и не отдаст никому даже под угрозой смерти. Тем не менее, Т’Чалла отказал ему.

### Ultimate Marvel
T’Challa Udaku — юноша, подвергшийся экспериментам «Оружия Икс». Был освобождён Ником Фьюри.

## Вне комиксов

### Мультсериалы
- Чёрная пантера действовал в сериале «Фантастическая четвёрка» 1994 года. В целях проверки готовности для битвы со злодеем по имени Кло Т’Чалла пробует свои силы на Фантастической четвёрке и проигрывает. Но Фантастическая четвёрка помогает ему победить злодея. Озвучил его Кит Дэвид.
- Чёрная пантера появлялся в одной серии мультсериала «Железный человек. Приключения в броне», где был озвучен Джеффри Бойер-Чепменом.
- Чёрная пантера появлялся в комедийном мультсериале «Отряд Супер-Героев», где его озвучил Тай Диггс.
- Чёрная пантера, озвученный Джимоном Хонсу, является главным героем собственного шестисерийного мультсериала «Чёрная пантера», сделанного в стиле анимационного комикса. В этом мультсериале говорится, что Ваканда противостоит захватчикам по меньшей мере 25 веков и сама ни на кого не нападает, а Чёрная пантера является королевским титулом, который один день в году может получить любой житель Ваканды, если победит прежнего короля.
- Чёрная пантера — постоянный персонаж мультсериала «Мстители: Могучие герои Земли». Здесь он просит Мстителей помочь свергнуть с трона Ваканды злодея по имени Человек-обезьяна. После победы над врагом вступил в состав Мстителей и несколько раз выручал команду. Здесь он был озвучен Джеймсом Матисом.
- Чёрная пантера также появился в «Мстители, общий Сбор».

### Фильмы

Т’Чалла / Чёрная пантера в исполнении Чедвика Боузмана в фильме «Чёрная пантера» (2018)

29 октября 2014 года Marvel объявили о появлении в Кинематографической вселенной Marvel Чёрной пантеры и старте работы над сольным фильмом о нём.
- Впервые в КВМ Чёрная пантера появляется в фильме Первый мститель: Противостояние. В фильме он выступает за регистрацию и мстит Баки Барнсу за то, что тот убил его отца, следит за Старком, чтобы тот привёл его к нему. В финале узнаёт, что настоящий убийца — это Барон Земо, и покидает место действия. В последующем сажает Земо в тюрьму, а также замораживает Баки по его личному желанию. Его роль в фильме исполнил Чедвик Боузман.
- Чедвик Боузман вернулся к роли Чёрной пантеры в сольном фильме «Чёрная пантера», премьера которого состоялась 26 февраля 2018 года.
- Чёрная пантера также появился в фильме Мстители: Война бесконечности. Его роль снова исполнил Чедвик Боузман.
- Чедвик Боузман также сыграл Чёрную пантеру в фильме «Мстители: Финал».

### Полнометражные мультфильмы
- Чёрная пантера — один из главных героев мультфильма «Ultimate Мстители 2», в котором был озвучен Джефри Д. Самсом.
- Чёрная пантера упоминается в мультфильме «Новые Мстители: Герои завтрашнего дня», в котором действует его сын Азари вместе с детьми других супергероев.

### Игры
- Чёрная пантера открывается за 5 его статуэток в игре Marvel: Ultimate Alliance.
- Является одним из персонажей игры Marvel Heroes Online.
- Второстепенный персонаж видеоигры LEGO Marvel Super Heroes.
- Персонаж игры Marvel Puzzle Quest Dark Reign
- Играбельный персонаж в игре Marvel: Ultimate Alliance 2
- Играбельный персонаж в игре Marvel Contest of Champions на Android и IOS
- Персонаж в игре для мобильных устройств Marvel Future Fight
- Играбельный персонаж в игре Marvel VS. Capcom: Infinite
- Персонаж в игре Marvel VS Capcom
- Играбельный персонаж в видеоигре Marvel's Avengers

## Критика и отзывы
В мае 2009 года Чёрная пантера занял 51 место в списке 100 лучших героев комиксов по версии IGN.